# Бабичівка (Житомирський район)
Баби́чівка — село в Україні, в Пулинській селищній територіальній громаді Житомирського району Житомирської області. Кількість населення становить 211 осіб (2001). У 1923—2017 роках — адміністративний центр однойменної сільської ради.

## Географія
Розташоване за 16 км від Пулин та 20 км від залізничної станції Курне.

## Населення
Кількість населення у 1906 році становила 58 жителів та 17 дворів, станом на 1923 рік — 549 осіб, кількість дворів — 105.
Станом на 1972 рік кількість населення становила 356 осіб, дворів — 117.
Відповідно до результатів перепису населення 1989 року, кількість населення, станом на 12 січня 1989 року, становила 239 осіб. Станом на 5 грудня 2001 року, відповідно до перепису населення України, кількість мешканців становила 211 осіб.

### Мова
Розподіл населення за рідною мовою за даними перепису 2001 року:
| Мова       | Кількість | Відсоток |
| ---------- | --------- | -------- |
| українська | 205       | 97.16 %  |
| польська   | 4         | 1.90 %   |
| російська  | 2         | 0.94 %   |
| Усього     | 211       | 100 %    |

## Історія
Відоме з XVIII століття. В кінці 19 століття — село Пулинської волості Житомирського повіту, входило до православної парафії в Івановичах (12 верст). Колишня власність київського біскупства.
У 1906 році — село Пулинської волості (2-го стану) Житомирського повіту Волинської губернії. Відстань до губернського та повітового центру, м. Житомир, становила 28 верст, до волосного центру, міст. Пулини — 10 верст. Найближче поштово-телеграфне відділення розташовувалося на станції Рудня.
У 1923 році увійшло до складу новоствореної Бабичівської сільської ради, котра, від 7 березня 1923 року, стала частиною новоутвореною Черняхівського району Житомирської округи; адміністративний центр ради. Розміщувалося за 29 верст від районного центру, міст. Черняхів. 24 серпня 1923 року, разом з радою, увійшло до складу Пулинського району Житомирської (згодом — Волинська) округи, 3 квітня 1930 року — Черняхівського району Волинської округи, 1934 року — Пулинського (згодом — Червоноармійський) району Київської області, 17 жовтня 1935 року — Житомирської міської ради Київської області, 14 травня 1939 року — Червоноармійського району Житомирської області.
На фронтах Другої світової війни воювали 47 селян, з них 12 загинули, 38 нагороджені орденами й медалями.
В радянські часи в селі розміщувалася центральна садиба колгоспу, котрий мав у користуванні 1 181 га земель, з них 885,6 га ріллі. Вирощувалися переважно зернові культури та хміль, розвивалося м'ясо-молочне тваринництво. В селі були восьмирічна школа, клуб, бібліотека, медпункт.
30 грудня 1962 року, в складі сільської ради, передане до Черняхівського району, 7 січня 1963 року — до складу Новоград-Волинського району, 4 січня 1965 року — Житомирського району, 8 грудня 1966 року — Червоноармійського (згодом — Пулинський) району Житомирської області.
1 серпня 2017 року, внаслідок проведення адміністративно-територіальної реформи, увійшло до складу Мартинівської сільської громади Пулинського району Житомирської області.
Відповідно до розпорядження Кабінету Міністрів України № 711-р від 12 червня 2020 року «Про визначення адміністративних центрів та затвердження територій територіальних громад Житомирської області», Мартинівську сільську територіальну громаду було ліквідовано; село увійшло до складу Пулинської селищної територіальної громади Житомирського району Житомирської області.

## Постаті
- Туз Ілля Олександрович (1996—2022) — солдат Збройних сил України, учасник російсько-української війни.